# Arconte basileus

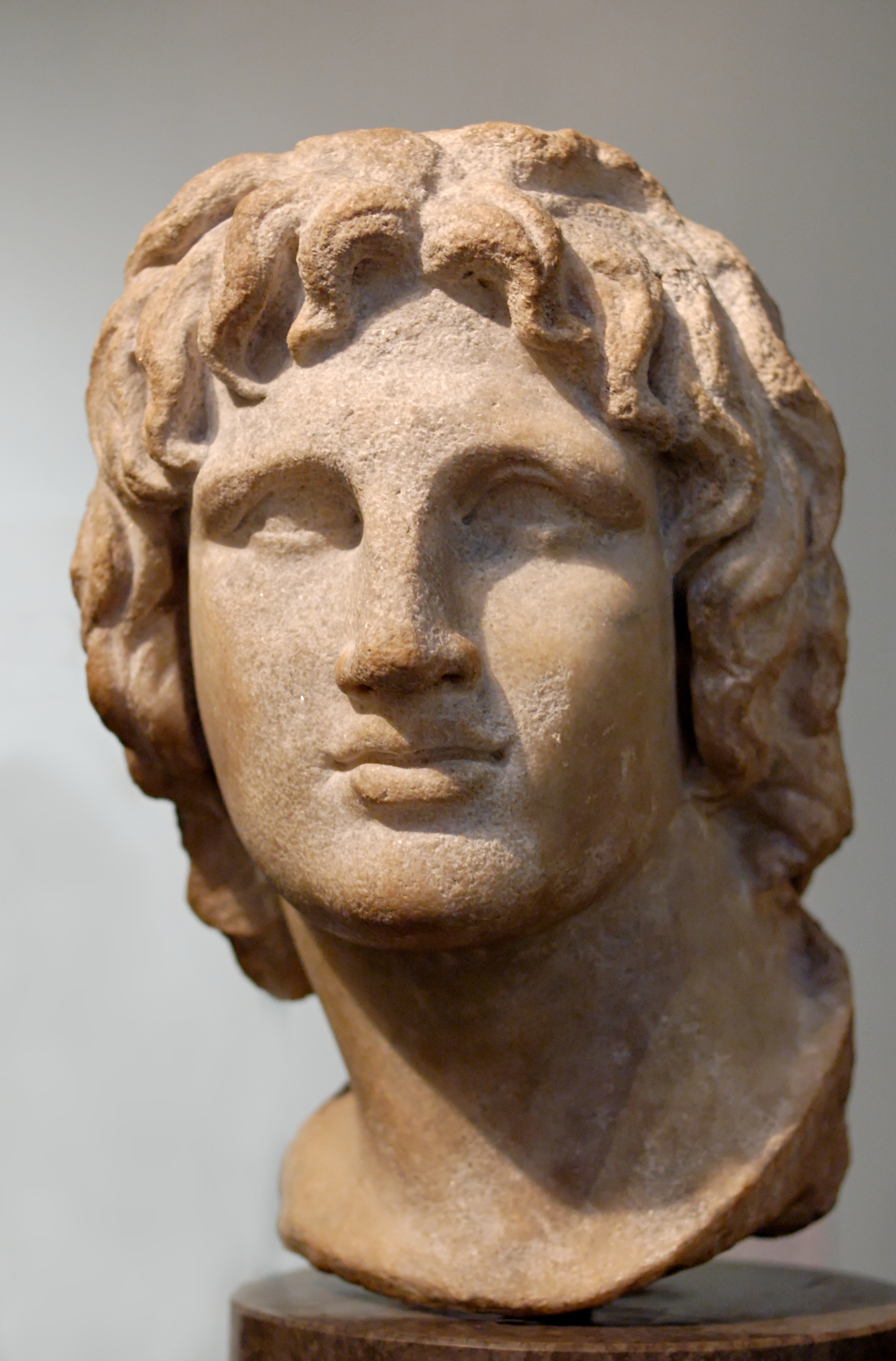
Busto de Alejandro Magno

El término Basileus será un vocablo griego, que literalmente significa emperador, rey o monarca y servirá para designar a varios tipos de jefes de Estado durante la historia. Inicialmente harán referencia a oficiales de la corte o jefes locales, pero no estrictamente al monarca, pues este será denominado bajo el vocablo wanax (“Gran rey” o “Jefe supremo”). Tras la caída de la civilización micénica se comenzará a utilizar para designar a los diferentes gobernantes de las ciudades – estado hasta que con la llegada de Alejandro Magno se instaurará el significado actual.

## Basileus en la Grecia antigua
En la Atenas clásica el arconte basileus representaba el último vestigio de la monarquía. Aunque gran parte de los poderes de ésta habían sido transferidos a otras instituciones como el Areópago y posteriormente la Boulé y la Ecclesia, el arconte basileus mantenía nominalmente la posición más alta en la política ateniense, junto con el arconte epónimo y el polemarca. El arconte basileus era el encargado de supervisar la organización de los ritos religiosos.
Originalmente el arconte basileus era elegido de entre la aristocracia ateniense (los Eupátridas) cada diez años. Después del 683 a. C. el cargo era mantenido únicamente por un año, y tras las reformas de Solón, era elegido de entre los atenienses más adinerados o Pentakosiomedimnoi (Πεντακοσιομέδιμνοι). Después del 487 a. C. los arcontazgos eran elegidos por sorteo.

Principales ciudades – Estado griegas en la zona continental

Se cree que la mujer del arconte basileus o Basilinna tenía que desposarse y tener relaciones con Dionisos durante un festival en el Boukoleion de Atenas para garantizar la seguridad de la polis, pero se desconoce en qué consistía la ceremonia.

## Basileus en Bizancio
Luego de un tiempo de desuso (por la aparición del Imperio romano), el término volverá a ser utilizado por las políticas bizantinas a partir de la dinastía de los Heráclidas. No obstante, el Imperio Bizantino perdurará durante más de mil años, con lo que las denominaciones variarán a lo largo del tiempo.

## Reforma de Heraclio
El jefe del Imperio Bizantino será el basileus, término adaptado a partir del siglo VII d. C. por Heraclio, quien subirá al trono, tras un golpe de Estado, en el 610 a. C. y gobernará hasta el año 641 a. C. Anteriormente seguían la tradición romana (sobre todo del Bajo Imperio romano, pues Bizancio mantuvo su herencia) y se denominaban emperadores. Su posición estaría muy conectada a la Iglesia, siendo la divinidad uno de los sustentos básicos de la política bizantina, pues a partir de este emperador, se intentará concluir la 

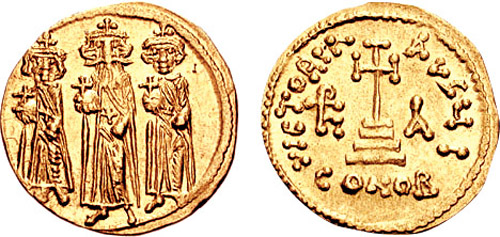
Sólido de Heraclio, figura fundamental para el Imperio Bizantino

unión entre la institución religiosa y el Imperio Bizantino (política).
Heraclio realizará una reforma militar, económica, política y administrativa en el año 629 d. C. Centrándonos en la administración, suprimirá la prefectura del pretorio y creará nuevos servicios financieros. Además, lo más destacado será la notable helenización de la administración y de la Iglesia, con lo que se acabarán abandonando los títulos imperiales de clara herencia romana (imperator, caesar o augustus).
Por último, se implementará el uso de un nuevo término de origen griego (basileus), que, a partir de este instante, se convertirá en el título y denominación propia y característica del emperador bizantino. El jefe supremo o emperador, tendrá el poder absoluto y será el jefe de una gran corte que puede ser a veces muy problemática. No obstante, con esta reforma encontraremos otras formas de denominación imperial, como pueden ser autokrator (“autócrata”) o kyrios (señor)
El derecho romano también se traducirá al griego, al mismo tiempo que se promulgaban nuevas leyes y se reformaba la moneda de la época, de cobre.
Bajo esta denominación, el poder estará claramente centralizado, con una alta burocracia, lo que derivará en una alta eficiencia de las estructuras políticas y administrativas.

## Acceso al trono

Extensión del Imperio Bizantino en el tiempo

Había distintas maneras de llegar a ser un basileus, en primer lugar, el emperador que estuviera en el poder podía elegir a un sucesor ya que no era obligatorio que se heredase de padres a hijos. Los casos más frecuentes que dieron para la sucesión del basileus eran mediante lazos familiares como tíos o sobrinos y mediante el matrimonio. El primero en implantar la palabra fue el emperador Heraclio en el año 629 para sustituir el título romano de Augusto. Por último, hay que destacar la autoridad divina de este cargo ya que el poder lo obtiene de Dios y no de su predecesor.

## Variantes del término
Existen dos bifurcaciones de dicho término. La primera será basileia, basilis, basilissa o basilinna que se referirán a la reina o emperatriz. En segundo lugar, estará el basileopator que será un título honorífico reservado para el padre de un emperador, sin embargo, no necesariamente debía ser el que ostentaba el cargo en ese momento. No obstante, cabe recordar que la herencia de poder imperial nunca estuvo estipulada en el poder del Imperio bizantino, pues, siguiendo la tradición romana, el emperador debía ser elegido desde el Senado, el pueblo y el ejército (aunque muchas veces llegarán al poder tras diferentes artimañas)
Por último, cabe nombrar diferentes denominaciones que también fueron utilizadas durante la época bizantina para referirse a la máxima autoridad:
-         Autocrátor (“emperador”)
-         Sebastos (“majestad”)
-         Khronokrator (“gobernante del tiempo”)
-         Kosmokrator (“gobernante del mundo”)

## Desuso del vocablo
Tras la caída del Imperio Bizantino, el término basileus volverá a ser utilizado en Grecia, con el significado de rey (como rey de Grecia). Sufrirá ciertas modificaciones hasta que se elimine totalmente tras la abolición de la monarquía en Grecia en 1974.